# 1996 DX
1996 DX är en asteroid i huvudbältet som upptäcktes 21 februari 1996 av den japanska astronomen Takao Kobayashi vid Ōizumi-observatoriet.
Asteroiden har en diameter på ungefär 3 kilometer och den tillhör asteroidgruppen Nysa.